# Pubblico ufficiale
La locuzione pubblico ufficiale, nel diritto, identifica determinati soggetti che svolgono funzioni particolari.

## Caratteristiche
La figura, prevista nella maggior parte degli ordinamenti giuridici moderni, è generalmente ricoperta da funzionari pubblici – ma anche soggetti privati – che esercitino pubbliche funzioni e collegano a tale status varie conseguenze giuridiche, quale la possibilità di redigere atti pubblici.

## Nel mondo

### Italia
Il «pubblico ufficiale» è, per il diritto italiano, colui che esercita una funzione pubblica legislativa, giudiziaria o amministrativa. Una nozione generale viene fornita dall'articolo 357 del codice penale italiano.